# Antonio Maramaldo
Antonio Maramaldo (... – dopo il 1513) è stato un vescovo cattolico italiano.

## Biografia
Fu vescovo di Nusco. Apparteneva a nobile famiglia. Godeva della protezione dei feudatari spagnoli de Aczia e Giamvilla. Curò gli interessi della popolazione sollevando i miseri con opere di carattere sociale, come il monte frumentario, uno dei primi dell'Italia meridionale.